# Бір (урочище)
Уро́чище «Бір» — ботанічний заказник місцевого значення в Україні. Розташований в Рівненському районі Рівненської області, на південний захід від села Новомалин.
Площа — 679 га. Утворено 1993 року. Перебуває у віданні ДП «Острозький лісгосп» (Новомалинське лісництво, кв. 1-3, 7, 8, 13, 14, 17). Є об'єктом природно-заповідного фонду Рівненської області.
Територія заказника скорочена на 39,7 га (квартал 23, вид 1-26; квартал 8, вид. 3, 16) рішенням Рівненської обласної ради № 322 від 5 березня 2004 року «Про розширення та впорядкування мережі природно-заповідного фонду області». Зазначена причина скорочення — враження насаджень сосновою губкою та смоляним раком.
Територія заказника входить до складу Дермансько-Острозького національного природного парку.